# Landkreis Frankenberg

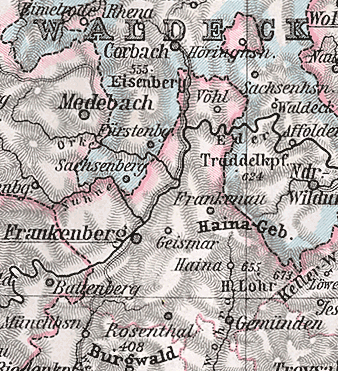
Der Landkreis Frankenberg 1905

Der Landkreis Frankenberg (bis 1952 Kreis Frankenberg, heute auch Altkreis Frankenberg) war bis 1973 ein Landkreis in Hessen. Sein ehemaliges Gebiet gehört heute zum Landkreis Waldeck-Frankenberg. Kreisstadt war die Stadt Frankenberg (Eder).

## Geographie
Der Landkreis Frankenberg grenzte Ende 1973, im Norden beginnend im Uhrzeigersinn, an die Landkreise Waldeck, Fritzlar-Homberg, Ziegenhain, Marburg und Biedenkopf in Hessen sowie an die Kreise Wittgenstein und Brilon in Nordrhein-Westfalen.

## Geschichte
Der Kreis Frankenberg entstand am 29. Juni 1821 als einer von vier Kreisen in der Provinz Oberhessen, auch Oberkurhessen, im Kurfürstentum Hessen (Hessen-Kassel). Er setzte sich zusammen aus den historischen Ämtern Frankenberg, Rosenthal, Haina, Hessenstein und dem Gericht Viermünden.
Kurhessen (Hessen-Kassel) als auch das Großherzogtum Hessen (Hessen-Darmstadt) unterlagen als Verbündete Österreichs 1866 im Preußisch-Österreichischen Krieg dem Königreich Preußen, worauf Preußen 1866 Kurhessen annektierte und seiner Provinz Hessen-Nassau zuordnete. Das im Krieg 1866 ebenfalls unterlegene Großherzogtum Hessen konnte zwar weiterbestehen, musste aber u. a. den Kreis Vöhl im Friedensvertrag vom 3. September 1866 an Preußen abtreten. Der Kreis Vöhl erhielt am 12. Januar 1867 einen Sonderstatus innerhalb des Kreises Frankenberg. Mit Wirkung vom 1. April 1886 wurde der gesonderte Verwaltungsbezirk Vöhl aufgehoben und seine Gemeinden wurden direkt dem Landrat in Frankenberg unterstellt.
Am 4. April 1929 gab der Kreis Frankenberg die Gemeinden Deisfeld, Eimelrod, Hemmighausen und Höringhausen an den Kreis des Eisenbergs ab. Diese Gemeinden waren bis dahin Exklaven des Kreises Frankenberg im Freistaat Waldeck.
Im Rahmen der preußischen Kreisreform erhielt der Landkreis am 1. Oktober 1932 die Gemeinden Allendorf (Eder), Battenberg (Eder), Battenfeld, Berghofen, Biebighausen, Bromskirchen, Dodenau, Eifa, Frohnhausen, Hatzfeld (Eder), Holzhausen/Eder, Laisa, Oberasphe, Reddighausen und Rennertehausen aus dem Landkreis Biedenkopf. Der Landkreis Frankenberg umfasste seitdem 77 Gemeinden, darunter die Städte Battenberg (Eder), Frankenau, Frankenberg (Eder), Gemünden (Wohra) und Rosenthal.
Am 31. Dezember 1970 schied die Gemeinde Oberwerba aus dem Landkreis aus und wurde in die Gemeinde Ober-Werbe des Landkreises Waldeck eingegliedert. Nach einer Vielzahl von weiteren Gemeindefusionen bestanden im Landkreis Frankenberg vor seiner Auflösung am 31. Dezember 1973 noch 22 Gemeinden.
Im Rahmen der hessischen Kreisreform wurden der Landkreis Frankenberg und der größte Teil des Landkreises Waldeck am 1. Januar 1974 zum Landkreis Waldeck-Frankenberg vereinigt. Kreisstadt wurde Korbach. Gleichzeitig wurde die Gemeinde Schiffelbach aus dem aufgelösten Landkreis Marburg in die Stadt Gemünden (Wohra) eingegliedert. Daneben fanden zum 1. Januar 1974 noch weitere Eingemeindungen statt. Aus dem Kreis Frankenberg traten damit letztendlich elf Gemeinden in den neuen Landkreis Waldeck-Frankenberg ein.

### Einwohnerentwicklung
| Jahr | Einwohner | Quelle |
| ---- | --------- | ------ |
| 1871 | 23.516    | [ 5 ]  |
| 1890 | 24.168    | [ 6 ]  |
| 1900 | 24.159    | [ 6 ]  |
| 1910 | 25.609    | [ 6 ]  |
| 1925 | 26.465    | [ 6 ]  |
| 1933 | 35.122    | [ 6 ]  |
| 1939 | 36.006    | [ 6 ]  |
| 1950 | 52.380    | [ 6 ]  |
| 1960 | 46.800    | [ 6 ]  |
| 1970 | 52.500    | [ 7 ]  |
| 1972 | 52.900    | [ 8 ]  |

## Politik

### Landräte
Der Kreis Frankenberg hatte im Kurfürstentum Hessen folgende Landräte:
- 1833–1841 Carl von Benning
- 1847–1865 Heinrich von Loßberg

Der Landkreis Frankenberg hatte in Preußen folgende Landräte:
- 1866 Otto von Gehren
- 1868 Friedrich Bernstein
- 1875 Ernst Vowinkel (kommissarisch)[10]
- 1876 Adolf Hoffmann
- 1883 Friedrich Riesch
- 1912 Ulrich Stapenhorst
- 1921 Richard von Winterfeld
- 1934 Richard Donnevert
- 1937 Walther Duczek (kommissarisch)
- 1938 Heinrich Grunewald
- 1945 Hermann Geschwind von der amerikanischen Militärbehörde eingesetzt bis zum 30. Juni 1946
- 1946 Ulrich Stapenhorst
- 1953 Heinrich Kohl
- 1971 Heinz Friedrich Albert

### Wappen
| Wappen des Landkreises Frankenberg | Blasonierung: „In Blau auf goldenem Dreiberg einander zugewendet und stehend ein mehrfach von Silber und Rot geteilter Löwe und ein rot bewehrter goldener Löwe, die ein sechsspeichiges silbernes Rad halten.“ |
| Wappen des Landkreises Frankenberg | Wappenbegründung: Das Wappen zeigt die drei ehemaligen Herrscher in Teilen des Kreises: den gestreiften Löwen von Hessen, das Mainzer Rad und den goldenen Löwen der Herren von Itter. Der Dreiberg ist dem Wappen der Stadt Frankenberg entnommen. Von 1937 bis 1950 wurden inoffizielle Wappen verwendet, in denen die beiden Löwen mit einem einzigen Kopf über dem Rad kombiniert wurden. Im September 1950 wurde dem Landkreis Frankenberg durch das Hessische Staatsministerium das Recht zur Änderung des bisherigen Kreiswappens und zur Führung eines Kreiswappens nach dem vorgelegten Entwurf verliehen. |

### Flagge
Am 14. August 1962 genehmigte der Hessische Minister des Innern die Flagge mit folgender Beschreibung:

„Die Kreisflagge besteht aus 3 Querstreifen, oben blau, in der Mitte weiß, unten blau, im Verhältnis 1:3:1, Der mittlere Strefen ist mit dem etwas zum Flaggenstock hin verschobenen Kreiswappen belegt.“

## Gemeinden
Die folgende Tabelle enthält alle Gemeinden, die dem Landkreis Frankenberg während seines Bestehens angehörten, sowie die Daten aller Eingemeindungen:
| Gemeinde                | eingemeindet nach         | Datum der Eingemeindung | Anmerkung                        |
| ----------------------- | ------------------------- | ----------------------- | -------------------------------- |
| Allendorf (Eder)        |                           |                         | bis 1932 im Kreis Biedenkopf     |
| Allendorf bei Frankenau | Frankenau                 | 1. Februar 1971         |                                  |
| Altenhaina              | Haina (Kloster)           | 1. Juli 1971            |                                  |
| Altenlotheim            | Frankenau                 | 1. Juli 1972            | bis 1866 im Kreis Vöhl           |
| Asel                    | Vöhl                      | 1. Februar 1971         | bis 1866 im Kreis Vöhl           |
| Basdorf                 | Vöhl                      | 1. Februar 1971         | bis 1866 im Kreis Vöhl           |
| Battenberg (Eder)       |                           |                         | bis 1932 im Kreis Biedenkopf     |
| Battenfeld              | Allendorf (Eder)          | 1. Februar 1971         | bis 1932 im Kreis Biedenkopf     |
| Battenhausen            | Haina (Kloster)           | 31. Dezember 1971       |                                  |
| Berghofen               | Battenberg (Eder)         | 31. Dezember 1970       | bis 1932 im Kreis Biedenkopf     |
| Biebighausen            | Hatzfeld                  | 1. Juli 1971            | bis 1932 im Kreis Biedenkopf     |
| Birkenbringhausen       | Burgwald                  | 1. Juli 1971            |                                  |
| Bockendorf              | Haina (Kloster)           | 1. Juli 1971            |                                  |
| Bottendorf              | Burgwald                  | 1. Januar 1974          |                                  |
| Bromskirchen            |                           |                         | bis 1932 im Kreis Biedenkopf     |
| Buchenberg              | Hessenstein               | 31. Dezember 1971       | bis 1866 im Kreis Vöhl           |
| Burgwald                |                           |                         | neugebildet am 1. Juli 1971      |
| Dainrode                | Frankenau                 | 1. Januar 1974          |                                  |
| Deisfeld                | zum Kreis des Eisenbergs  | 4. April 1929           | bis 1866 im Kreis Vöhl           |
| Dodenau                 | Battenberg (Eder)         | 1. Februar 1971         | bis 1932 im Kreis Biedenkopf     |
| Dodenhausen             | Haina (Kloster)           | 1. Juli 1972            |                                  |
| Dorfitter               | Ittertal                  | 1. Februar 1971         |                                  |
| Dörnholzhausen          | Frankenberg (Eder)        | 31. Dezember 1970       |                                  |
| Ederbringhausen         | Hessenstein               | 31. Dezember 1971       |                                  |
| Eifa                    | Hatzfeld                  | 1. Januar 1974          | bis 1932 im Kreis Biedenkopf     |
| Eimelrod                | zum Kreis des Eisenbergs  | 4. April 1929           | bis 1866 im Kreis Vöhl           |
| Ellershausen            | Frankenau                 | 1. Juli 1972            |                                  |
| Ellnrode                | Gemünden (Wohra)          | 1. Januar 1974          |                                  |
| Ernsthausen             | Burgwald                  | 1. Juli 1971            |                                  |
| Frankenau               |                           |                         |                                  |
| Frankenberg (Eder)      |                           |                         |                                  |
| Friedrichshausen        | Frankenberg (Eder)        | 31. Dezember 1970       |                                  |
| Frohnhausen             | Battenberg (Eder)         | 1. Januar 1974          | bis 1932 im Kreis Biedenkopf     |
| Geismar                 | Frankenberg (Eder)        | 1. Juli 1971            |                                  |
| Gemünden (Wohra)        |                           |                         |                                  |
| Grüsen                  | Gemünden (Wohra)          | 31. Dezember 1971       |                                  |
| Haddenberg              | Haina (Kloster)           | 1. Juli 1972            |                                  |
| Haina/Kloster           |                           |                         |                                  |
| Haine                   | Allendorf (Eder)          | 1. Juli 1971            |                                  |
| Halgehausen             | Haina (Kloster)           | 1. Juli 1971            |                                  |
| Harbshausen             | Hessenstein               | 31. Dezember 1971       | bis 1866 im Kreis Vöhl           |
| Hatzfeld                |                           |                         | bis 1932 im Kreis Biedenkopf     |
| Haubern                 | Frankenberg (Eder)        | 31. Dezember 1970       |                                  |
| Hemmighausen            | zum Kreis des Eisenbergs  | 4. April 1929           | bis 1866 im Kreis Vöhl           |
| Herbelhausen            | Gemünden (Wohra)          | 31. Dezember 1971       |                                  |
| Herzhausen              | Ittertal                  | 1. Februar 1971         | bis 1866 im Kreis Vöhl           |
| Hessenstein             | Vöhl                      | 1. Januar 1974          | neugebildet am 31. Dezember 1971 |
| Holzhausen              | Hatzfeld                  | 1. April 1971           | bis 1932 im Kreis Biedenkopf     |
| Hommershausen           | Frankenberg (Eder)        | 31. Dezember 1970       |                                  |
| Höringhausen            | zum Kreis des Eisenbergs  | 4. April 1929           | bis 1866 im Kreis Vöhl           |
| Hüttenrode              | Haina (Kloster)           | 1. Juli 1971            |                                  |
| Ittertal                | Vöhl                      | 1. Januar 1974          | neugebildet am 1. Februar 1971   |
| Kirchlotheim            | Hessenstein               | 31. Dezember 1971       | bis 1866 im Kreis Vöhl           |
| Laisa                   | Battenberg (Eder)         | 1. Februar 1971         | bis 1932 im Kreis Biedenkopf     |
| Lehnhausen              | Gemünden (Wohra)          | 31. Dezember 1971       |                                  |
| Löhlbach                | Haina (Kloster)           | 31. Dezember 1971       |                                  |
| Louisendorf             | Frankenau                 | 31. Dezember 1971       |                                  |
| Marienhagen             | Vöhl                      | 1. Januar 1974          | bis 1866 im Kreis Vöhl           |
| Mohnhausen              | Haina (Kloster)           | 1. Juli 1971            |                                  |
| Niederorke              | Hessenstein               | 31. Dezember 1971       | bis 1866 im Kreis Vöhl           |
| Oberasphe               | Battenberg (Eder)         | 1. Januar 1974          | bis 1932 im Kreis Biedenkopf     |
| Oberholzhausen          | Haina (Kloster)           | 1. Juli 1971            |                                  |
| Obernburg               | Vöhl                      | 1. Januar 1974          | bis 1866 im Kreis Vöhl           |
| Oberorke                | Hessenstein               | 31. Dezember 1971       |                                  |
| Oberwerba               | Ober-Werbe (Lkr. Waldeck) | 31. Dezember 1970       | bis 1866 im Kreis Vöhl           |
| Reddighausen            | Hatzfeld                  | 1. Januar 1974          | bis 1932 im Kreis Biedenkopf     |
| Rengershausen           | Frankenberg (Eder)        | 31. Dezember 1970       |                                  |
| Rennertehausen          | Allendorf (Eder)          | 1. April 1971           | bis 1932 im Kreis Biedenkopf     |
| Roda                    | Rosenthal                 | 1. April 1972           |                                  |
| Röddenau                | Frankenberg (Eder)        | 31. Dezember 1970       |                                  |
| Rodenbach               | Frankenberg (Eder)        | 31. Dezember 1970       |                                  |
| Römershausen            | Haina (Kloster)           | 31. Dezember 1971       |                                  |
| Rosenthal               |                           |                         |                                  |
| Schmittlotheim          | Hessenstein               | 31. Dezember 1971       | bis 1866 im Kreis Vöhl           |
| Schreufa                | Frankenberg (Eder)        | 31. Dezember 1970       |                                  |
| Sehlen                  | Gemünden (Wohra)          | 31. Dezember 1971       |                                  |
| Somplar                 | Bromskirchen              | 1. Februar 1971         |                                  |
| Thalitter               | Ittertal                  | 1. Februar 1971         | bis 1866 im Kreis Vöhl           |
| Viermünden              | Frankenberg (Eder)        | 31. Dezember 1970       |                                  |
| Vöhl                    |                           |                         | bis 1866 im Kreis Vöhl           |
| Wangershausen           | Frankenberg (Eder)        | 31. Dezember 1970       |                                  |
| Wiesenfeld              | Burgwald                  | 1. Juli 1971            |                                  |
| Willersdorf             | Frankenberg (Eder)        | 1. Juli 1971            |                                  |
| Willershausen           | Rosenthal                 | 1. April 1972           |                                  |

## Kfz-Kennzeichen
Am 1. Juli 1956 wurde dem Landkreis bei der Einführung der bis heute gültigen Kfz-Kennzeichen das Unterscheidungszeichen FKB zugewiesen. Es wurde bis zum 31. Dezember 1973 ausgegeben. Seit dem 4. November 2013 ist es aufgrund der Kennzeichenliberalisierung wieder im Landkreis Waldeck-Frankenberg erhältlich.